# 罗伯特·穆齐尔
罗伯特·穆齐尔（Robert Musil，1880年11月6日—1942年4月15日）是一名奥地利小说家，散文家，剧作家与工程师。穆齐尔出生在德国表现主义的一代，其最为著名的作品为长篇小说《学生托乐思的迷茫》（1906年）与未能在生前完成的遗作《没有个性的人》（2卷，1930年——1933年）。后者在20世纪30年代发行之初近乎未引起任何反响，直至1950年才被重新发现——这主要归功于穆齐尔的编辑阿道夫·弗里塞（Adolf Frisé）对于其三卷作品修订本的重新出版。《没有个性的人》同马塞尔·普鲁斯特的《追忆似水年华》与詹姆斯·乔伊斯的《尤利西斯》被共同视作现代主义文学的开创之作。以从始至终高度欣赏穆齐尔的托马斯·曼的话来说：的确，读者“发现比起他处，以更为激烈与复杂的语言表达了这份20世纪初的愿景，即在过去历史废墟之上重新定义一种文化，一种精神，这份对于失落了的神话的全然遗憾。”
穆齐尔不单以长篇小说而闻名，他还创作了其他小说，政治与心理分析论文，两部戏剧与一系列短篇小说，这些短篇小说大多被收录在其小说集《在世遗作》中。对于诸多文学专家，他的这些作品不仅仅打破了固有的浪漫主义框架，更参与到了文学的现代性构建当中。
穆齐尔的文学审美基于准科学观察的力量，亦基于对人类事实与感官分析，以此寻求他口中的“事物的本质结构”。知识问题给予他的印象至深，以至使穆齐尔放弃了作为工程师光明的职业前景，转而投身哲学家与作家的事业中。

## 生平

### 早年生活
罗伯特·穆齐尔于1880年11月6日生于奥匈帝国克恩顿州的首府克拉根福，为其父亲阿尔弗雷德·穆齐尔（Alfred Musil，1846年—1924年）与其母亲赫敏·穆齐尔（Hermine Musil，1853年—1924年）的儿子，阿尔弗雷德的职业为机械工程师，赫敏的父亲则为当时欧洲铁路建设的先驱弗朗茨·贝高尔（Franz Bergauer）。在穆齐尔出生前的四年，他的姐姐出生，然而不幸早夭，于1876年去世。探险家与东方学家阿洛伊斯·穆齐尔为其第二个堂兄。
穆齐尔双亲的性格极大影响了穆齐尔的个性与文学审美视角，“父亲头脑清晰，母亲则是满脑乱麻。”他如此解释。而其对素未谋面的姐姐也抱有特殊的情感，这在其著作中的某些情节中可见一斑。

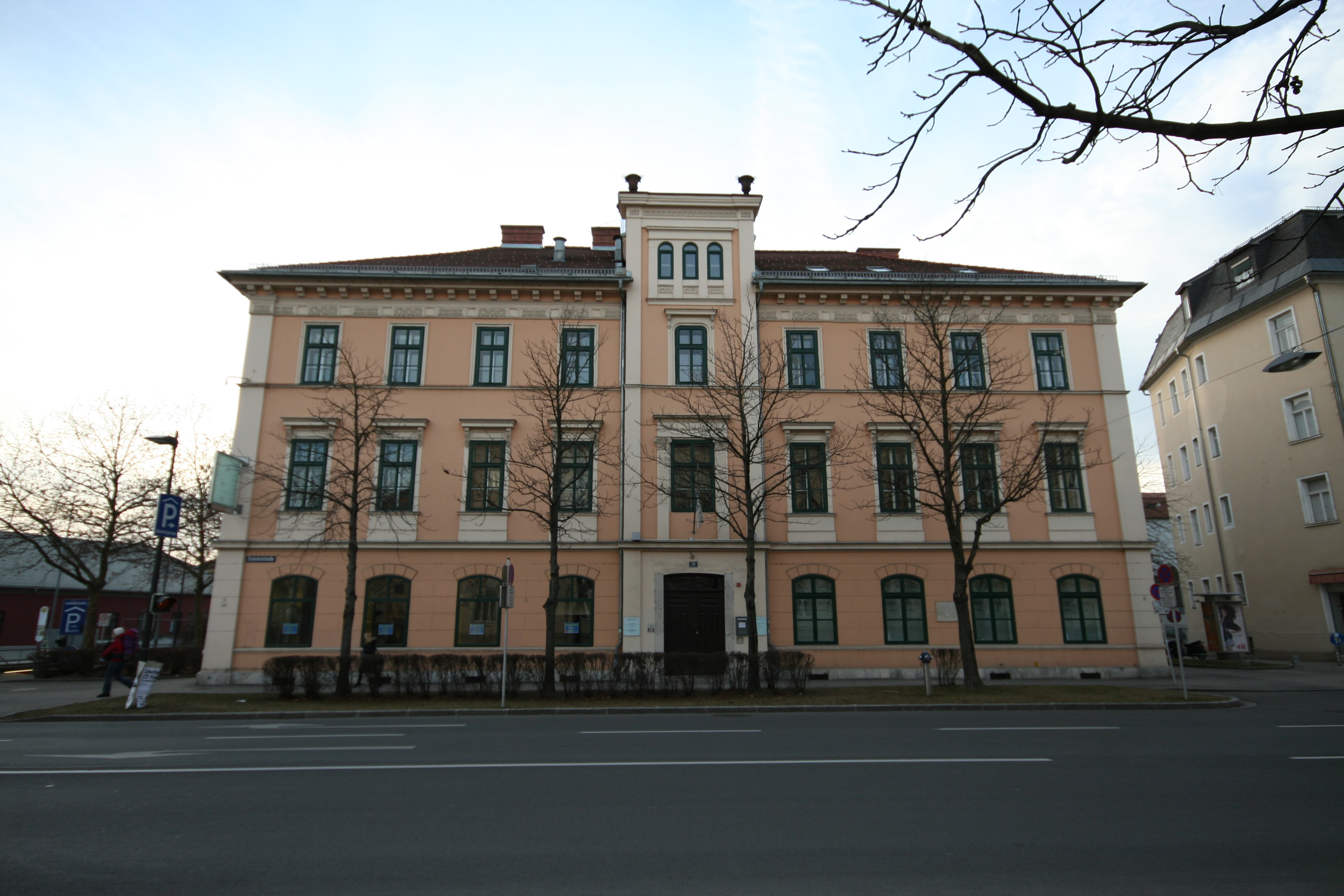
穆齐尔的出生地，班霍大街50号

1881年，即穆齐尔出生一年后，穆齐尔一家举家搬迁到了波希米亚地区的霍穆托夫。其后其父亲再次因变更工作的缘故，穆齐尔的家庭搬迁到了上奥地利的斯太尔定居，在此处，穆齐尔夫妇同一位名叫海因里希·雷特尔（Heinrich Reiter）的年轻人相识，并在事实上建立了暧昧不清的三角关系，其间海因里希甚至搬入穆齐尔的家中（在当时奥地利宽松的社会氛围中，这种行为可以被大众所容忍）。学者蒲福尔曼认为这是造成穆齐尔性别认同摇摆不定的主要因素。
1886年，穆齐尔患上了脑部神经疾病（对照其小说中的对应情节，这种疾病可能为脑膜炎），并在1889年至1890年的学年中接连两次发作，但是他还是其后进入了斯太尔的当地学院，但1891年其家庭再次搬迁至布尔诺市，其父亲被任命为当地布尔诺理工学院的力学与机械工程的教授。其时由于穆齐尔不受管教，1892年，他的父亲决定送穆齐尔进入管理严格，位于艾森施塔特的一所有军事性质的寄宿学校，在1894年，穆齐尔又转入另一所位于赫拉尼采的寄宿学校完成了中学教育。在就读寄宿学校这段时间，给予了穆齐尔日后得以创作《学生托乐思的迷茫》的人生经历。

### 青年时期

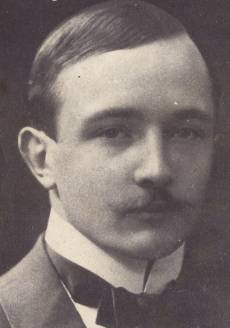
1900年的穆齐尔

1897年9月，穆齐尔进入其父亲任教的布尔诺理工学院学习机械专业。在大学中，他开始记录日记，白天进行工科学习，夜晚则阅读文学或进行写作，其间他阅读了尼采、陀思妥耶夫斯基、愛默生与亚里士多德等人的著作，并参与了多项在当时可称方兴未艾的现代体育活动。击剑和网球是他所喜好的数项运动中的两种。1899年，他落笔尝试写出了自己第一部小说手稿，从中可见其美学思想的大致轮廓与准科学观察的倾向。在1899年11月10日，他完成了第一次国家认证考试，又在1901年以优异的成绩通过了第二次认证考试，取得了工学学位。
在世纪之交期间，穆齐尔同妓女之间多次发生了关系，在其记录与自述中，穆齐尔将此部分看作实验性质的自我意识。1902年，身患梅毒的穆齐尔接受了当时含汞成分药膏的治疗，同时与在1923年时发表的小说《佟卡》主角的现实对应者赫敏·迪兹之间保留了长达数年的关系——后者在1906年因梅毒流产与1907年离世可能皆肇因于穆齐尔的传染。